# Clarksburg (Massachusetts)
Clarksburg è un comune degli Stati Uniti d'America facente parte della contea di Berkshire nello stato del Massachusetts.